# Samsung Galaxy S21 Ultra 5G
Samsung Galaxy S21 Ultra 5G je mobilní telefon od jihokorejské společnosti Samsung představený v roce 2021. Mobilní telefon nabízí 4 objektivy na zadní straně a selfie objektiv na přední straně. Na zadní straně nalezneme 108Mpx širokoúhlý fotoaparát, dále pak 12Mpx ultraširoký fotoaparát a dva 10Mpx teleobjektivy. Na zadní straně také nalezneme blesk a senzory pro rozostření pozadí. V mobilním telefonu nalezneme dosud nejvýkonnější čip v historii Samsung a zároveň úplně první 5nm čip EXYNOS. Telefon má také vojenskou značku IP68, tím pádem je voděodolný. Mobilní telefon je kompatibilní s perem SPen.

## Technické parametry[1]

### Fotoaparát

#### Zadní
Zadní fotoaparát se skládá ze 4 objektivů. První je 108 Mpx širokoúhlý fotoaparát, druhý je 12Mpx ultraširoký fotoaparát. Dva poslední objektivy jsou pak 10Mpx teleobjektivy. Na zadní straně se také nachází blesk a dva senzory vzdálenosti pro rozostření pozadí. Mobilní telefon je schopen natáčet video až v rozlišení 8K, ale standardní rozlišení je 4K. Video má snímkovou frekvenci až 60 FPS. Mobilní telefon má maximální zoom až 100násobný. Hlavní fotoaparát má ohniskovou vzdálenost 26 mm a ostření pomocí Laseru AF.

#### Přední
Na přední straně mobilního telefonu se nachází pouze jeden selfie fotoaparát s rozlišením 40 Mpx.

### Čip
Nejnovější 5nm čip poskytuje dosud nejvyšší výkon u telefonu Samsung. Oproti S20 má až o 20 % rychlejší CPU a o 35 % rychlejší GPU.

### Baterie a nabíjení
Baterie má kapacitu 5000 mAh. Podporuje superrychlé nabíjení Samsung s výkonem až 25 wattů, čímž zajistí, že se 0 % až 50 % nabije za 30 minut. Telefon podporuje i rychlé bezdrátové nabíjení a také bezdrátové reverzní nabíjení, díky kterému lze nabít sluchátka Buds nebo Galaxy Gear.

### Displej
Úhlopříčka displeje je 6,8 place. Displej je AMOLED s obnovovací frekvencí 120 Hz. Maximální jas displeje je 1500 nitů. V displeji je zabudovaná ultrasonická čtečka otisků prstů.

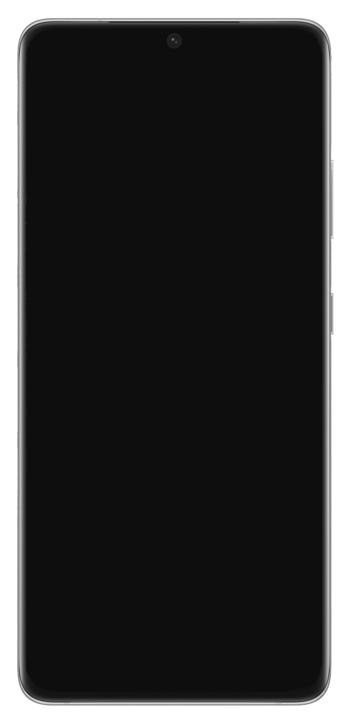
Samsung Galaxy S21 Ultra 5G

## Design
Mobilní telefon má minimální rámečky a displej zabírá většinu přední strany. V displeji je zabudovaná čtečka otisků prstů. Telefon je dodáván ve dvou barevných provedeních - Phantom Black a Phantom Silver.

## Ochrana
Mobilní telefon má odolnost IP68, tím pádem je voděodolný do pěti metrů.
Displej je chráněn nejnovější verzí Gorilla Glass Corning Gorilla Glass Victus.